# Studia z Dziejów Rosji i Europy Środkowo-Wschodniej
Studia z Dziejów Rosji i Europy Środkowo-Wschodniej – wydawane są przez Instytut Historii im. Tadeusza Manteuffla PAN. Przez ostatnie pół wieku ukazywały się jako rocznik, od numeru XLIX wydawane są jako półrocznik, w całkowicie odmienionej szacie graficznej. To uznane w kraju i za granicą czasopismo naukowe poświęcone jest szeroko rozumianej historii Europy Środkowej i Wschodniej oraz Ukrainy, Białorusi, Państw Bałtyckich, ZSRR i Rosji w XIX i XX wieku. W Studiach publikowane są także artykuły i studia dotyczące związków tego regionu Europy z pozostałymi państwami na całym świecie oraz rozprawy poświęcone dziejom imperiów.
Studia założone zostały w 1963 r. Pierwszym redaktorem naczelnym był profesor Uniwersytetu Warszawskiego Rafał Gerber, kierownik Zakładu Historii Europejskich Krajów Socjalistycznych IH PAN. Zakład ten po latach przekształcił się w Zakład Dziejów Europy XIX i XX wieku, a w roku 2013 w Zakład Historii Europy Wschodniej i Studiów nad Imperiami XIX i XX wieku. Aktualnie jest pracownią funkcjonującą w strukturze Zakładu Historii XX wieku.   Kolejnymi redaktorami Studiów byli prof. Janusz Żarnowski, prof. Piotr Łossowski i prof. Marek Kazimierz Kamiński. Obecnie pismo redaguje zespół pod kierownictwem prof. Andrzeja Nowaka, a w Radzie Redakcyjnej zasiadają tak wybitni reprezentanci światowej nauki historycznej, jak Natalia Lebiediewa, Kimitaka Matsuzato, Timothy Snyder, Roman Szporluk, Jarosław Hrycak i Darius Staliunas. Członkiem tej Rady był Richard Pipes. Redaktorem prowadzącym Studiów jest prof. Daniel Boćkowski. 
Pierwszy numer ukazał się w 1965 r. i nosił tytuł „Studia z Dziejów ZSRR i Europy Środkowej”. W 1992 r. tytuł rocznika zmieniono na „Studia z Dziejów Rosji i Europy Środkowo-Wschodniej”. Studia wydawane są na zasadzie open acces (CC BY-ND) w wersji elektronicznej.
Studia z Dziejów Rosji i Europy Środkowo-Wschodniej znajdują się na liście ERIH (INT-3) i ERIH PLUS oraz Index Copernicus (ICV 2016 = 76.74). 
W ramach realizowanego przez IH PAN projektu DUN MNiSW tomy 51 (2016) i 52 (2017) Studiów ukazały się równolegle w języku angielskim. Analogicznie, w ramach projektu Index Plus MNiSW, po angielsku ukazały się tomy 47 (2012) i 48 (2013). W ramach realizowanego przez IH PAN grantu NPRH w latach 2017-2021 ukazywać się będą po angielsku dodatkowe numery specjalne.